# Луцкий автомобильный завод

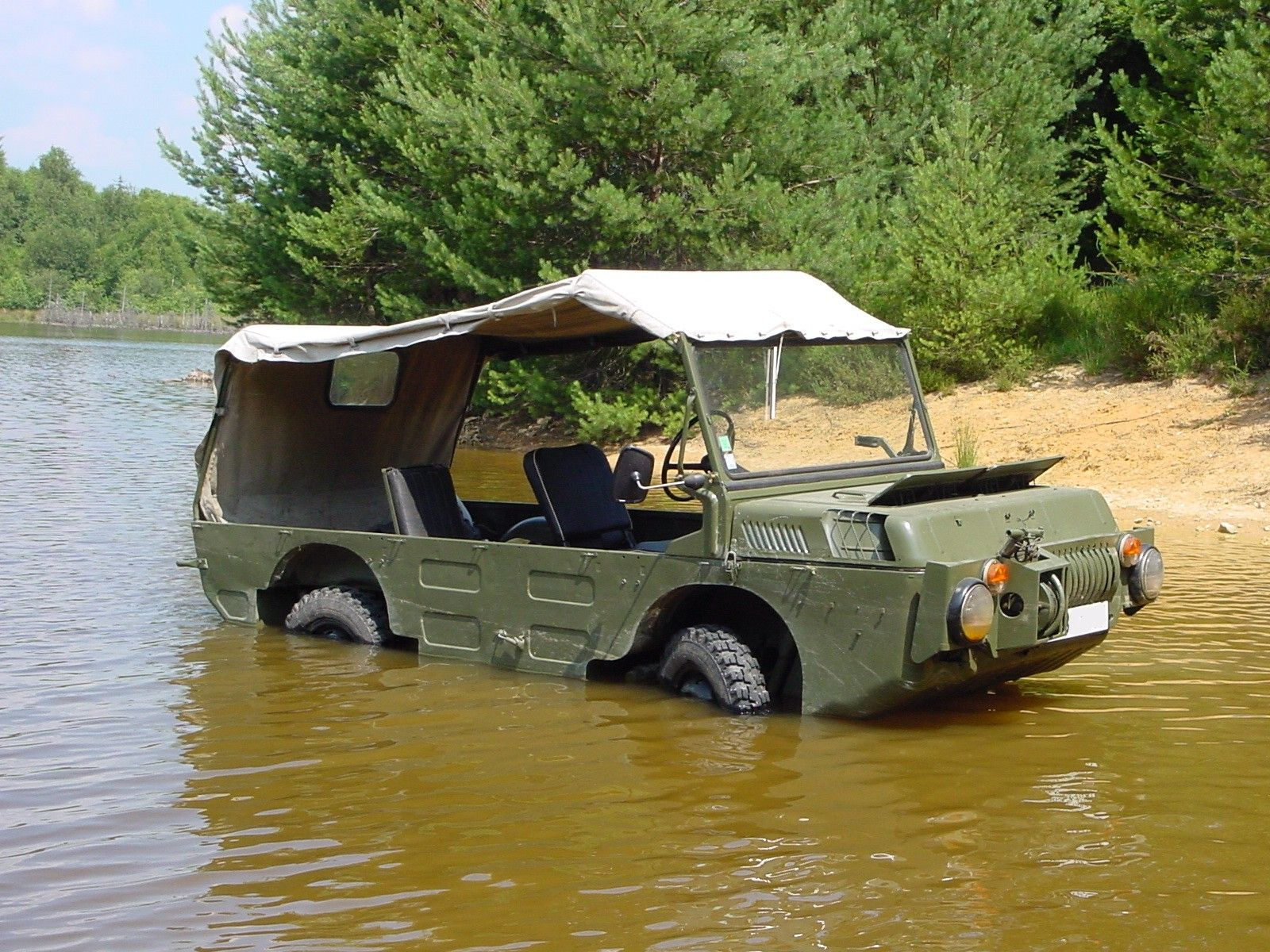
ЛуАЗ-967М

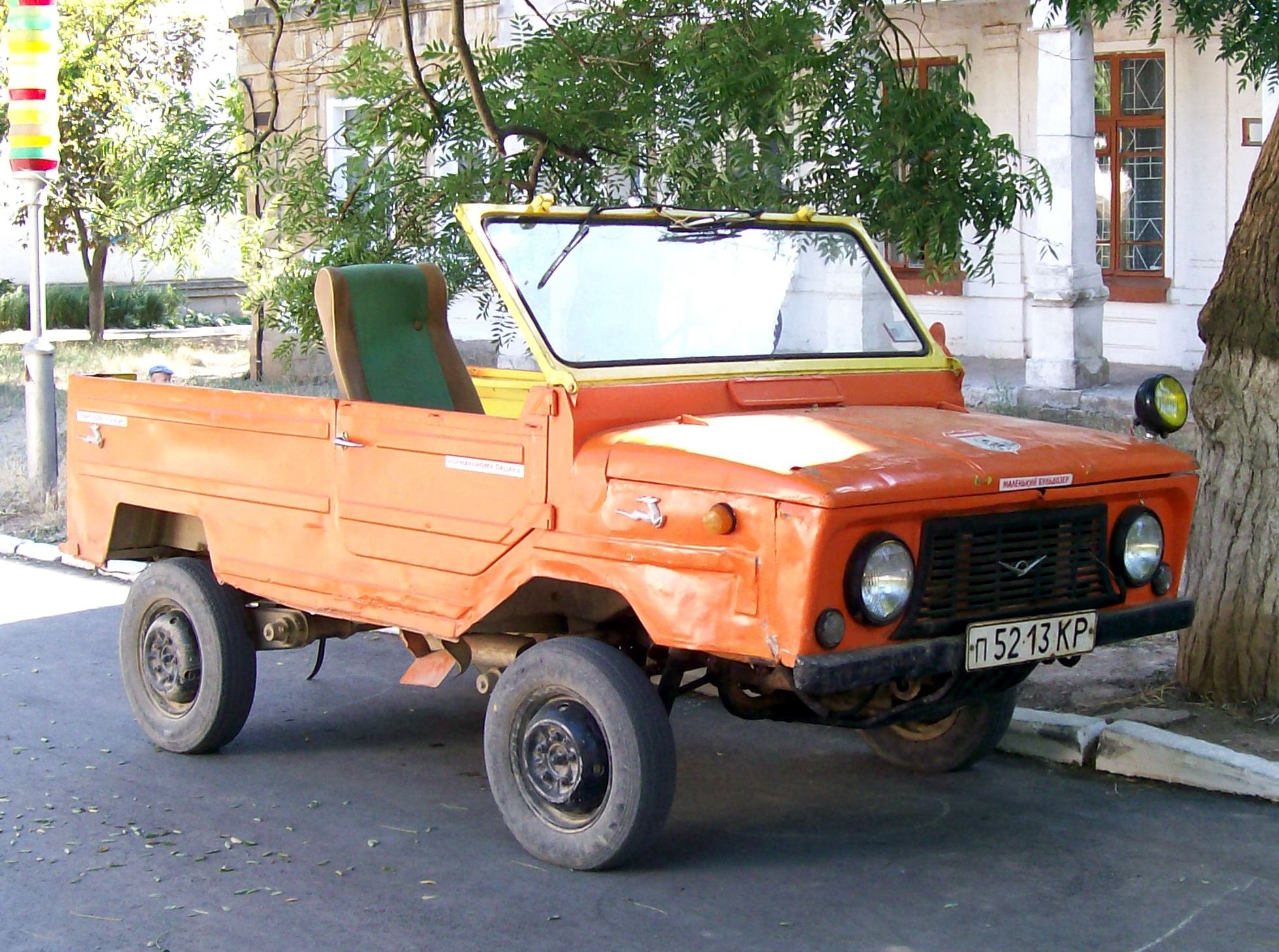
ЛуАЗ-969

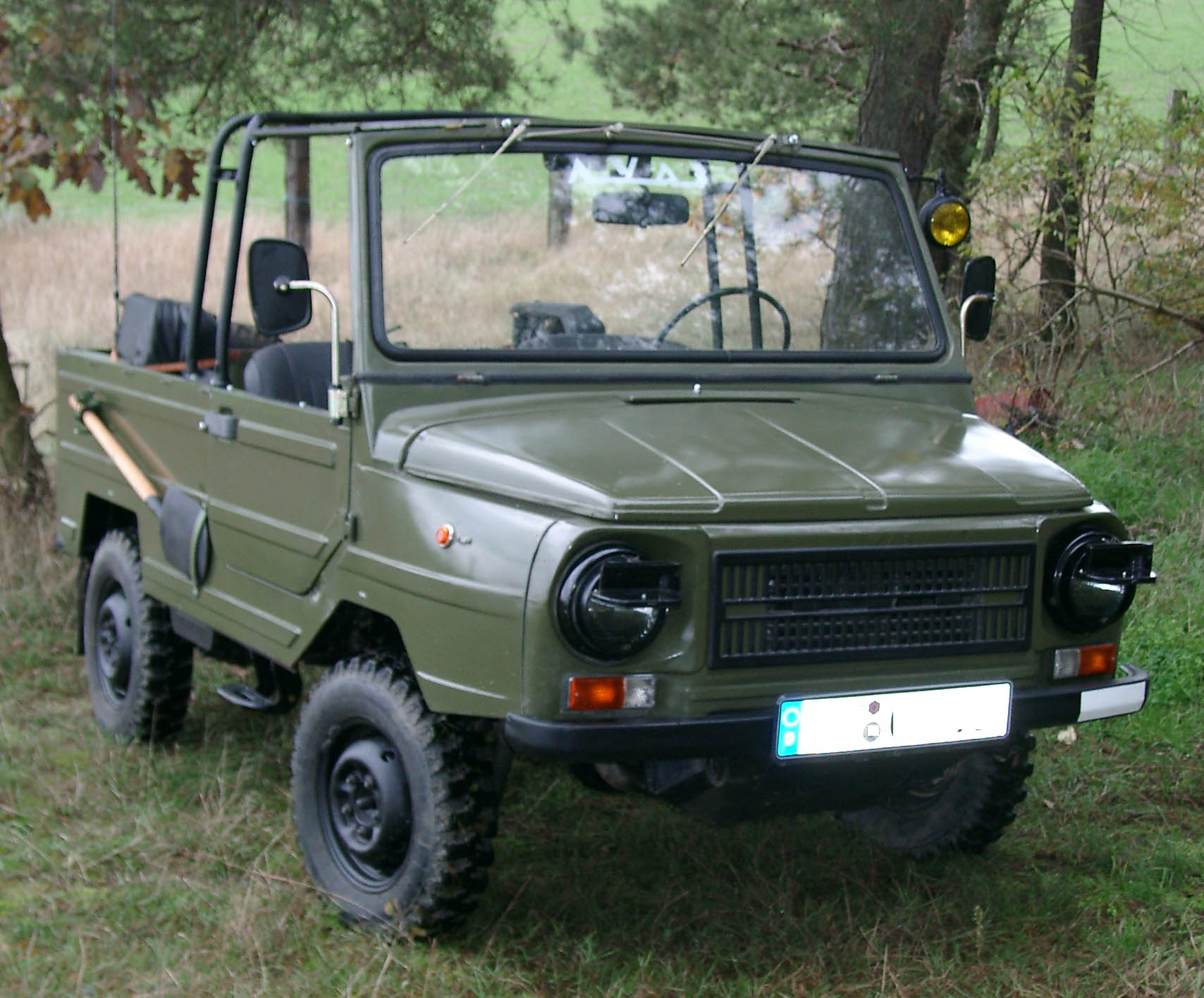
ЛуАЗ-969М

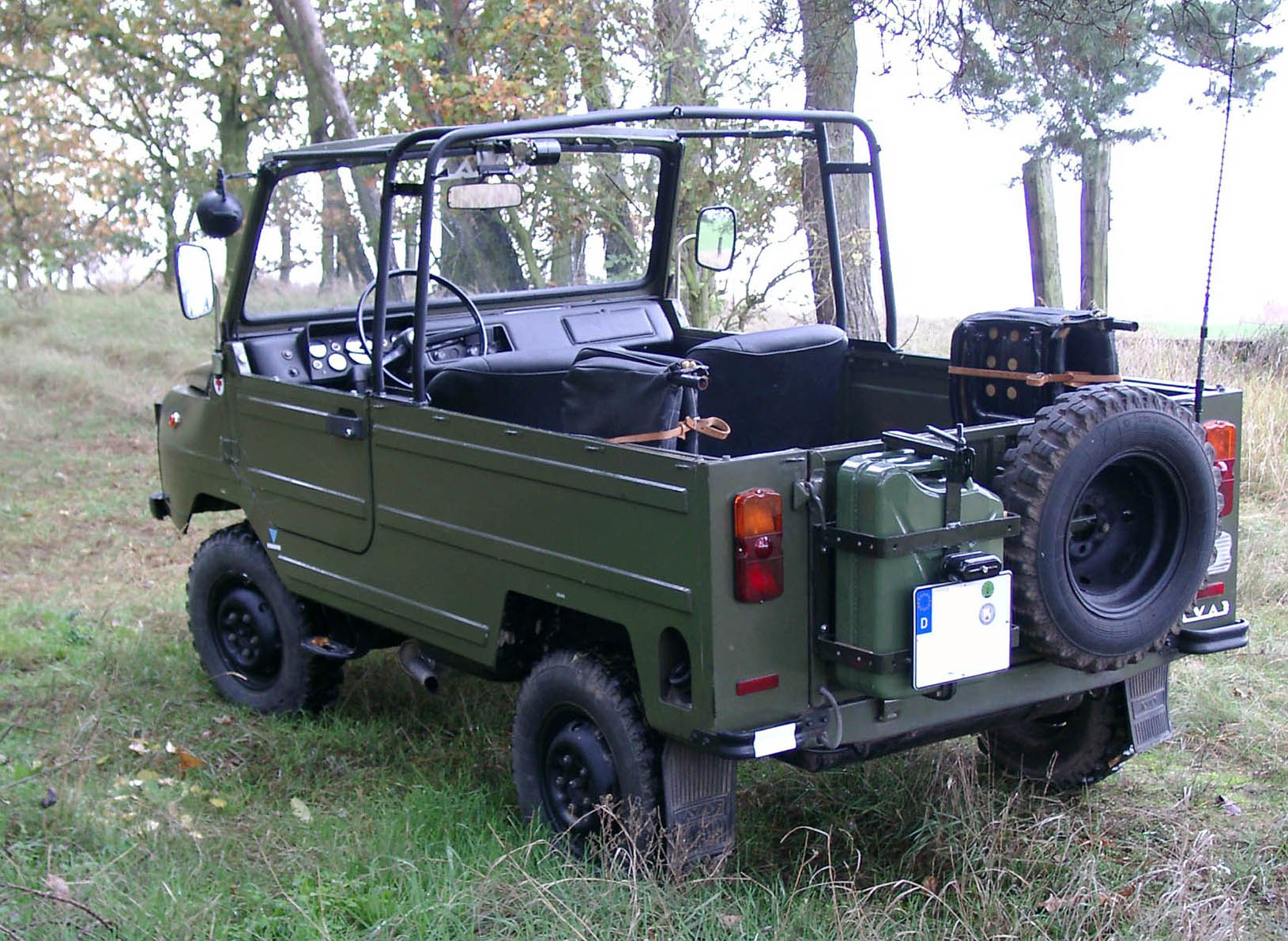
ЛуАЗ-969М

ЛуАЗ-1301

ЛуАЗ (Луцкий автомобильный завод) — советское и украинское автомобилестроительное предприятие, расположенное в Луцке (Волынская область). Ранее завод выпускал лёгкие грузопассажирские автомобили повышенной проходимости на базе узлов и агрегатов автомобилей «Запорожец». ЛуАЗ-969 считается одним из лучших внедорожников СССР. В 2005—2022 годах предприятие входило в состав автомобилестроительной корпорации «Богдан» как ДП «Автосборочный завод № 1» ПАО «Автомобильная компания „Богдан Моторс“» и специализировалось на производстве автобусов и троллейбусов.
В октябре 2022 года на фоне вторжения России на Украину была начата процедура банкротства завода.

## История
В феврале 1951 года на базе ремонтных мастерских в городе Луцке был организован ремонтный завод, который изготавливал душевые установки, транспортёры ТСМ-6,5 для силосных масс, стенды-тележки КДМ-46 для разборки и сборки тракторных двигателей, вентиляторы ВР-6, ЭВР-6.
В октябре 1955 года на базе ремонтных мастерских в эксплуатацию была введена первая очередь авторемонтного завода по ремонту автомобилей ГАЗ-51 и ГАЗ-93, а также выпуску запасных частей для них. Годовой выпуск продукции предприятия составлял 1 273 тыс. руб. На заводе работали 232 человека.
В 1959 году Луцкий авторемонтный завод (ЛАРЗ), входивший в состав Львовского совнархоза, был переименован в Луцкий машиностроительный завод (ЛуМЗ). Первой продукцией машиностроительного завода стала прицеп-лавка модели ЛуМЗ-825 разработанная на Львовском автобусном заводе. В последующие годы выпускались ремонтные мастерские типа ГОСНИТИ-2 на шасси грузового автомобиля ГАЗ-51, малотоннажные рефрижераторы модели ЛуМЗ-945 на базе автофургона «Москвич-432» и ЛуМЗ-946 на базе автофургонов УАЗ-451 и УАЗ-451М, автомобили-рефрижераторы ЛуМЗ-890 на базе ЗИЛ-164А, а затем ЛуАЗ-890Б на базе ЗИЛ-130, автолавки ЛуМЗ-3720 и автомастерскую ЛуМЗ-37031 обе на шасси ГАЗ-53А. Наряду с перечисленными моделями специальных автомобилей к ним выпускались прицепы-рефрижераторы модели ЛуМЗ-853Б на базе прицепа ИАПЗ-754В и ЛуАЗ-8930 на базе ГКБ-819. В 1979 году производство авторефрижераторов и прицепов-рефрижераторов было перенесено в город Брянка.
В 1960-е годы на заводе начались работы по внедрению в производство грузопассажирского автомобиля ЗАЗ-969B с колёсной формулой 4 × 2, двигателем МеМЗ-969 мощностью 30 л. с. и приводом на передние колёса по документации, разработанной Запорожским автомобильным заводом «Коммунар». В 1965 году на предприятии были изготовлены опытные образцы новых автомобилей ЗАЗ-969B.
В декабре 1966 года собрана первая опытно-промышленная партия в количестве 50 шт. ЗАЗ-969.
В соответствии с седьмым пятилетним планом развития народного хозяйства СССР приказом Министерства автомобильной промышленности СССР от 11 декабря 1967 года Луцкий машиностроительный завод был преобразован в Луцкий автомобилестроительный завод (ЛуАЗ), с этого времени его специализацией стало производство грузопассажирских автомобилей малого и особо малого классов, а также транспортёров переднего края военного назначения модельного ряда ЛуАЗ-967.
В 1969 году завод освоил выпуск полноприводного грузопассажирского автомобиля ЗАЗ-969, с 1970 года началось их серийное производство. В 1973 году завод выпустил 5000 ЛуАЗ-969.
В 1975 году завод начал серийный выпуск модернизированных автомобилей модели ЛуАЗ-969A с двигателем МеМЗ-969А мощностью 40 л. с.. При этом автомобили ЗАЗ-969B, ЗАЗ-969 и ЛуАЗ-969A внешних отличий друг от друга практически не имели.
В октябре 1975 года было создано производственное объединение «АвтоЗАЗ», в состав которого вошли Запорожский автомобильный завод «Коммунар», Мелитопольский моторный завод, Луцкий автомобильный завод и несколько других предприятий автомобильной промышленности СССР.
В 1976 году специалисты НИИ шинной промышленности, НАМИ и ЛуАЗа разработали для автомашин ЛуАЗ новую шину ИВ-167 с улучшенными тягово-сцепными свойствами и увеличенным до 35-36 тыс. км эксплуатационным пробегом (которая заменила ранее использовавшиеся шины М-86).
В 1974 году был представлен ЛуАЗ-969М, серийный выпуск которых завод начал в мае 1979 года. От своих предшественников они отличались обновленным кузовом и лучшими характеристиками.
22 сентября 1982 года с конвейера завода сошёл 100-тысячный автомобиль.
Всего с декабря 1966 года по 1 мая 1989 года завод выпустил около 182 тыс. автомобилей.
В январе 1988 года заводом начато производство аэродромного малогабаритного тягача ЛуАЗ-2403, предназначенного для буксировки багажных и грузовых тележек массой до 3000 кг на территориях аэропортов с асфальтобетонным покрытием. Одновременно была модернизирована и базовая модель 969М, получившая новый индекс 1302.
В начале 1990-х годов после распада СССР положение предприятия осложнилось, в условиях резкого увеличения импорта автомашин иностранного производства и при отсутствии государственной поддержки объёмы производства внедорожников начали быстро сокращаться.
Для завода 1990 год оказался рекордным по показателям выпуска автомобилей «ЛуАЗ-1302». Собрано всего 16500 единиц транспортных средств. Постепенно распад советского автопрома экономический кризис сказываются на предприятии. Больше побить рекордный уровень по выпуску легковых автомобилей не удавалось.
В 1992 завод выпустил 13 371 автомашины, в 1993 году — 11 198 автомашин ЛуАЗ-969М и их модификаций.
31 мая 1993 года Кабинет министров Украины разрешил приватизацию завода.
В 1995 году основной моделью завода являлся ЛуАЗ-1302 (вариант ЛуАЗ-969М с мотором МеМЗ-245 жидкостного охлаждения, изменённой тормозной системой, улучшенной конструкцией рулевого управления и радиальными шинами), в это же время для коммерческой продажи были разработаны специализированные гражданские модификации ЛуАЗ-1302 (микрогрузовик ЛуАЗ-13021, грузопассажирский ЛуАЗ-13021-04 и автофургон ЛуАЗ-13021-07).
В июне 1996 года Кабинет министров Украины утвердил решение о приватизации завода в соответствии с индивидуальным планом.

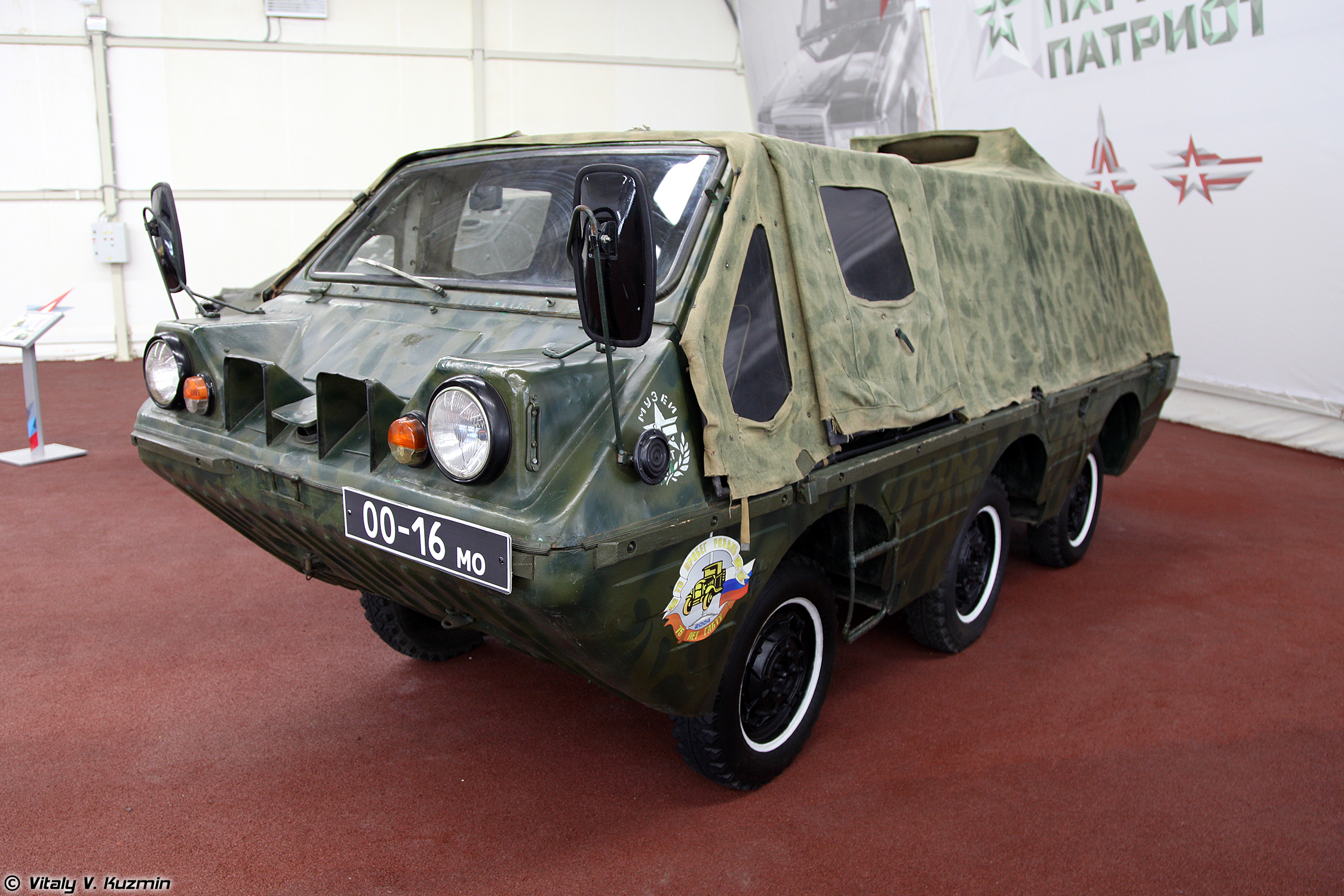
ЛуАЗ-1901 «Геолог» имевший успех в геологоразведочных партиях

27 июля 1998 года завод был исключён из перечня предприятий, имеющих стратегическое значение для экономики и безопасности Украины, в сентябре 1998 года ранее закреплённый в государственной собственности контрольный пакет в размере 26 % акций завода был выставлен на продажу.
В августе 1998 года на Киевском международном автосалоне завод представил демонстрационные образцы автомобиля «скорой помощи» ЛуАЗ-13021-08, «пляжного джипа» ЛуАЗ-1302-05 «Форос» (с 37-сильным итальянским двигателем «Lombardini» LDW-1404) и трёхосного транспортёра ЛуАЗ-1901. В связи с тем, что Мелитопольский моторный завод прекратил выпуск коробок переключения передач для внедорожников ЛуАЗ, а Львовский завод гидромеханических передач не сумел освоить их производство, в 1998 году завод выпустил шесть автомашин и основным направлением деятельности предприятия стало изготовление автозапчастей к ранее выпущенным машинам. Ещё некоторое количество ЛуАЗ-1302 (не менее 10 автомашин) в 1998 году из доставленных с завода машинокомплектов собрала московская фирма ЗАО «Валетта» (эти машины были доукомплектованы радиаторами от ВАЗ-2108, отопителем от ВАЗ-2101, деталями тормозной системы от «Москвич-412», а также карбюратором, ветровым стеклом и новыми шинами 6,5х13 российского производства).
В 1999 году завод выпустил 27 автомашин и один опытный образец универсального колёсного минитрактора ТМК-30, построенного на агрегатах внедорожника ЛуАЗ и предложенного для коммунальных служб и фермеров (серийное производство трактора освоено не было, поскольку Мелитопольский моторный завод прекратил производство двигателя МеМЗ-969А, под который был спроектирован ТМК-30).
Выкупивший в 1999 году у государства 81 % акций предприятия концерн ЗАО «Укрпроминвест» принял решение переориентировать ЛуАЗ на сборочное производство. Весной 2000 года завод освоил сборку двух моделей внедорожников УАЗ (УАЗ-31512 и УАЗ-31514) и пяти моделей ВАЗ из российских машинокомплектов.
В сентябре 2001 года завод начал сборку УАЗ-3160. Всего в 2001 году завод выпустил 5909 автомашин ВАЗ (ВАЗ-21043, ВАЗ-2107, ВАЗ-21093 и ВАЗ-21099), 1260 внедорожников УАЗ и 61 внедорожник ЛуАЗ.
Также, в 2001 году было объявлено о намерении освоить в 2003 году производство модели ЛуАЗ-1301М (разработанной в 1990-е годы обновлённой версии ЛуАЗ-1301 со стеклопластиковым кузовом и двигателем МеМЗ-2457).
В мае 2002 года завод завершил производство ЛуАЗ-1302 (вместо которого предполагалось освоить выпуск ЛуАЗ-1301М) и прекратил сборку автомашин ВАЗ-21213 «Нива», после чего в производстве остались ВАЗ-21043, ВАЗ-2107, ВАЗ-21093 и ВАЗ-21099.
В 2002 году завод выпустил 3 автомобиля ЛуАЗ собственного производства, а также собрал из машинокомплектов 12 516 автомашин ВАЗ и 246 автомобилей УАЗ. Кроме того, в 2002 году завод переоборудовал 493 автомашины Иж-2717 в грузопассажирскую модель Иж-2717-90 с алюминиевым кузовом.
В 2003 году завод выпустил 43 автомобиля ЛуАЗ собственного производства, а также собрал из машинокомплектов 10,9 тыс. автомашин ВАЗ, 342 автомобиля УАЗ, 9 грузовых Kia K-2700 и 12 грузовых Isuzu NQR-12. Кроме того, в ноябре 2003 года завод освоил переоборудование Иж-2717 в грузопассажирскую модель Иж-2717-90 с пластиковым кузовом.
11 ноября 2004 года завод собрал 50-тысячную автомашину ВАЗ. Всего в 2004 году завод собрал 22 639 автомашин.
В феврале 2005 года владельцем завода стала корпорация «Богдан». В мае 2005 года на заводе начали сборку автомашин ВАЗ-2110. В 2005 году завод выпустил 30 768 автомашин (29 488 из которых составляли легковые LADA).
В феврале 2006 года работы по ЛуАЗ-1301 были официально прекращены. В связи со введением правительством Украины запрета на регистрацию транспортных средств, не соответствующих экологическим нормам Евро-2 с 1 июля 2006 года, сборка ВАЗ-2104 и ВАЗ-2107 была прекращена в первом полугодии 2006 года.
6 апреля 2006 года на заводе была введена в эксплуатацию линия по производству автобусов.
В дальнейшем, завод полностью перешёл на сборку автобусов «Богдан» на шасси Hyundai County, сборка автомобилей ВАЗ и УАЗ были прекращены. Также, в 2006 году было принято решение о переименовании предприятия.
2007 год завод завершил с чистой прибылью 372,823 млн гривен.
Начавшийся в 2008 году экономический кризис осложнил положение завода, начатая в 2008 году реконструкция осталась не завершённой. 2008 год ЛуАЗ завершил с убытком 317,744 млн гривен, январь-сентябрь 2009 года — с убытком 530,473 млн гривен, сократив чистый доход на 83,13 % по сравнению с аналогичным периодом 2008 года.
28 октября 2009 года было утверждено новое название завода: ДП «Автосборочный завод № 1» ПАО "Автомобильная Компания «Богдан Моторс».
В 2014 году остававшееся незадействованным оборудование для производства легковых автомашин ЛуАЗ (в том числе, конвейер и часть прессового оборудования) были демонтированы, в результате предприятие было полностью переориентировано на автобусное производство.
2015 год — разработка и изготовление пригородных автобусов А14532 с двигателем Euro 5, разработка и изготовление городских автобусов на агрегатной базе Ashok Leyland — А22111, А22211.
За 2006—2015 гг. завод изготовил более 3100 автобусов и троллейбусов «Богдан», что почти полностью соответствует годовым мощностям этого предприятия при полной загрузке − 3500.
- В 2015 году завод произвёл 144 автобуса[41].

В апреле 2019 года начался производственный процесс по изготовлению троллейбусов на выполнение нынешней соглашения с КП «Киевпастранс». Также завод победил в тендере на поставку 57 низкопольных троллейбусов «Богдан Т70117» с сопутствующим оборудованием для Харькова.

## Продукция

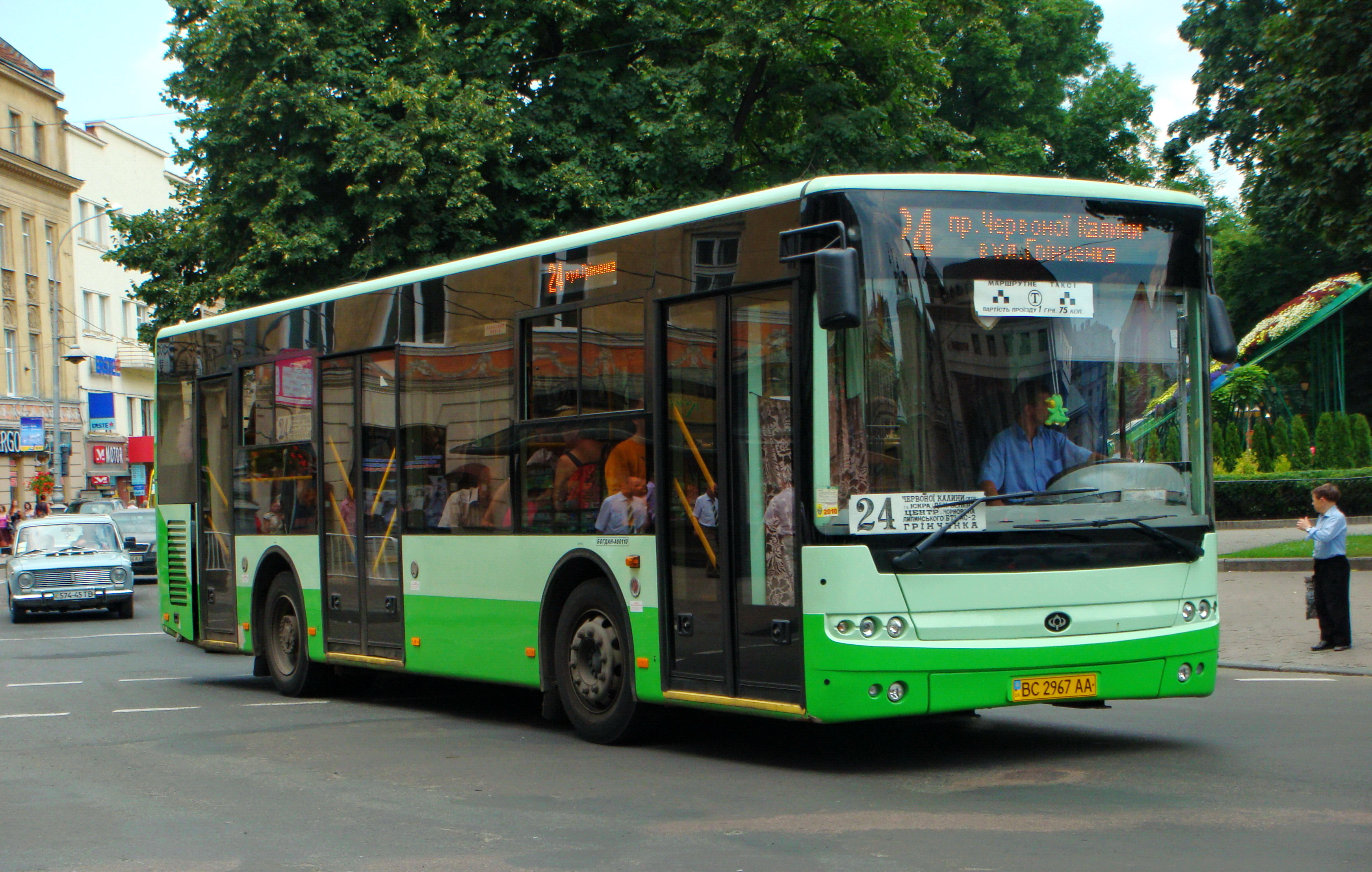
Автобус «Богдан» А601.10

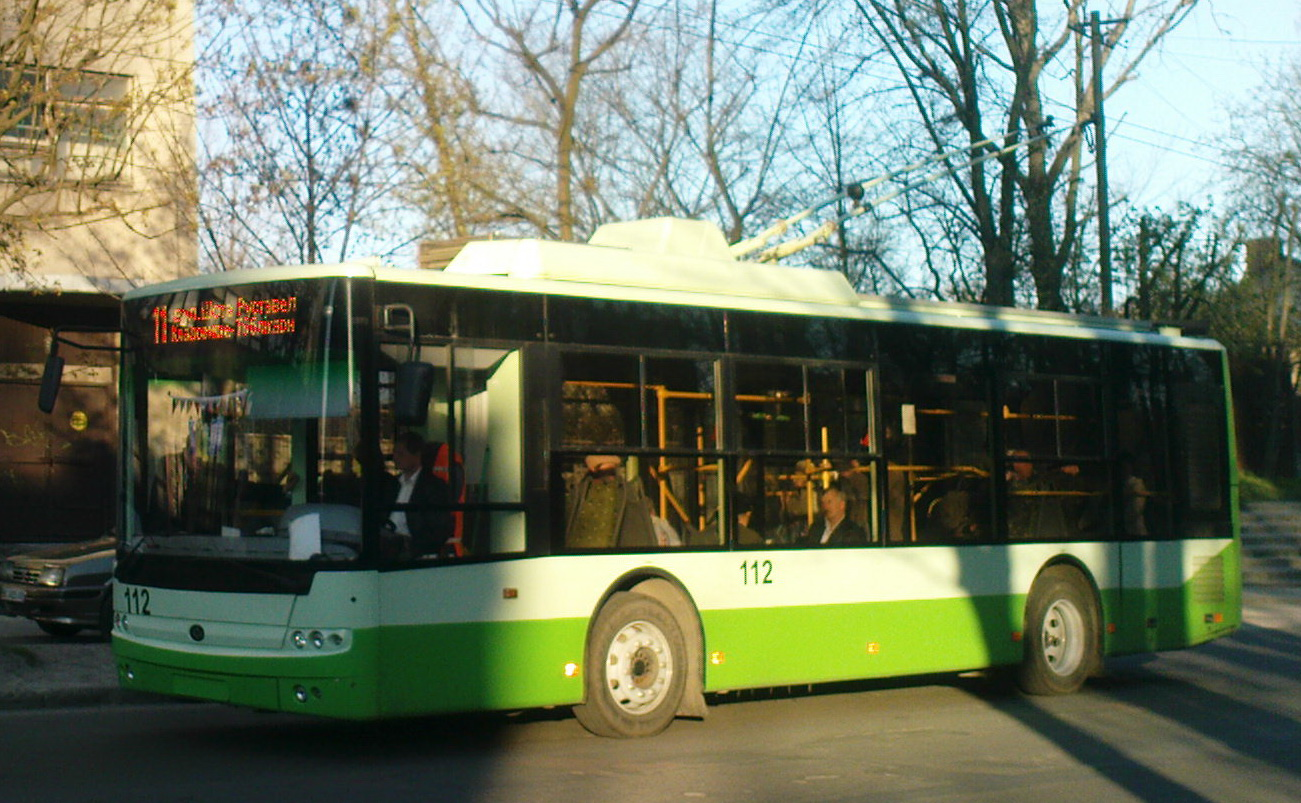
Троллейбус «Богдан» Т601.11

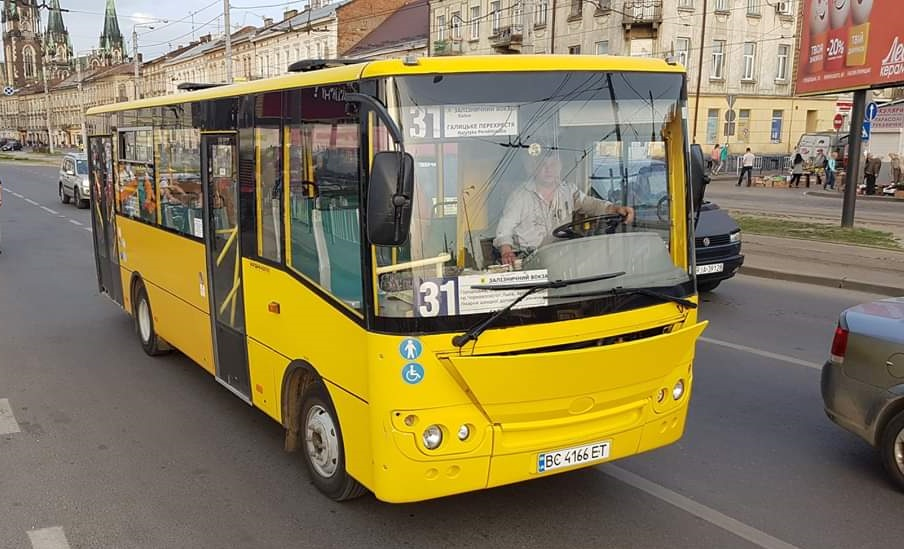
Богдан А221

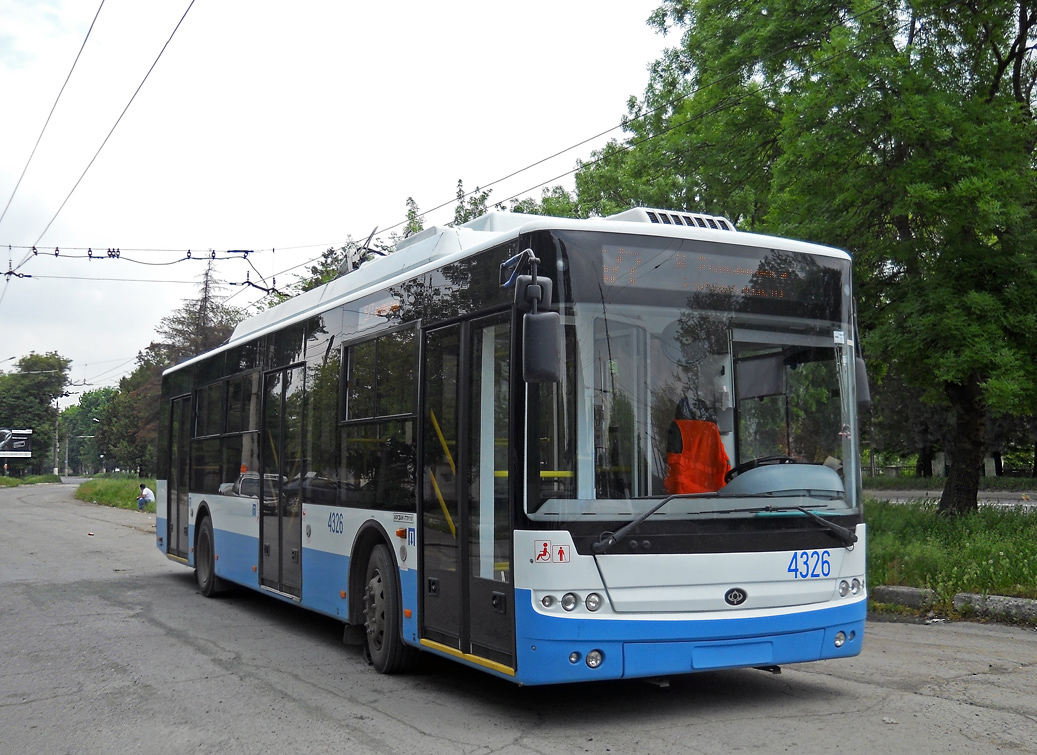
Богдан Т701.10

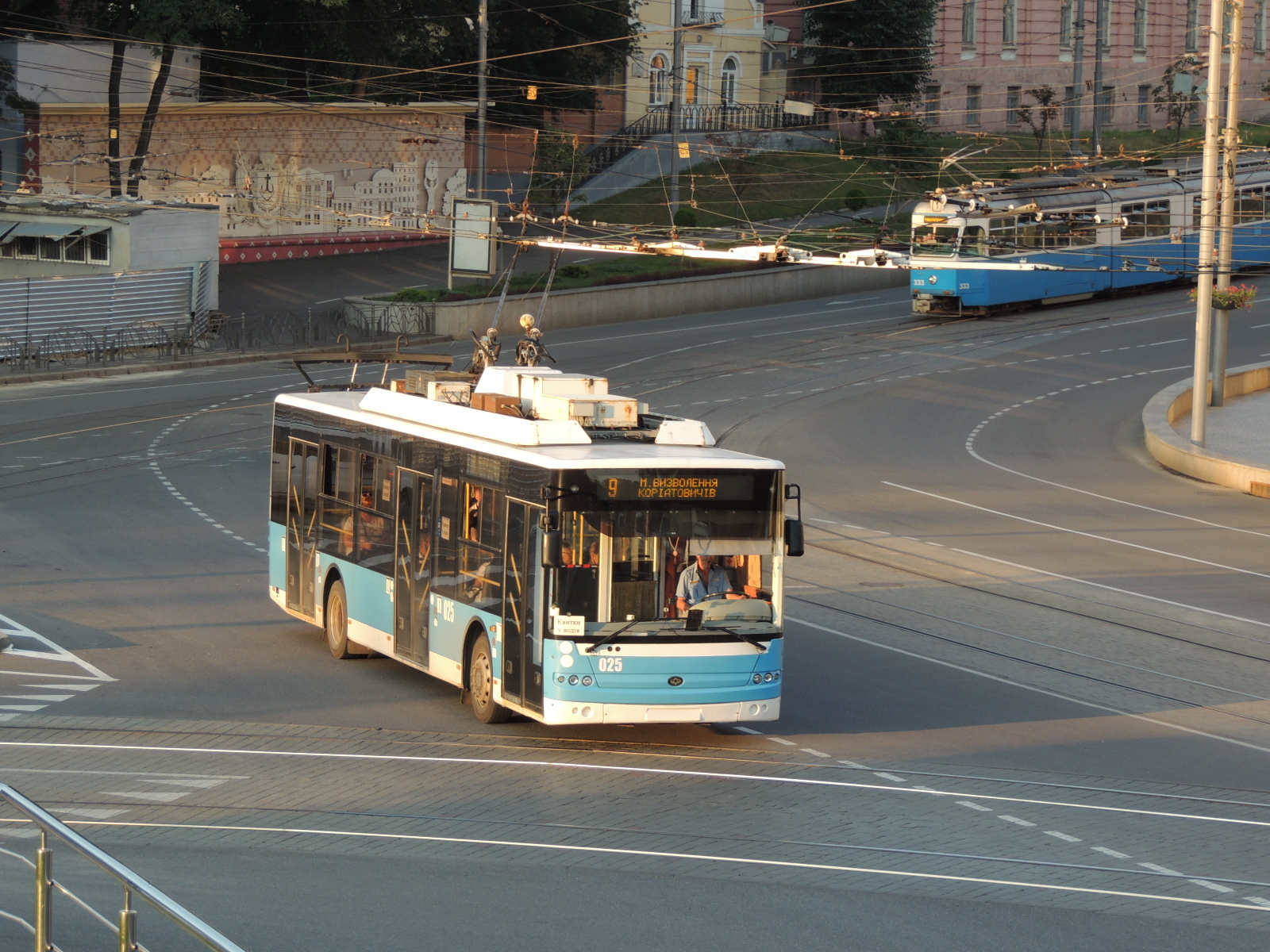
Троллейбус с автономным ходом Богдан Т701.17

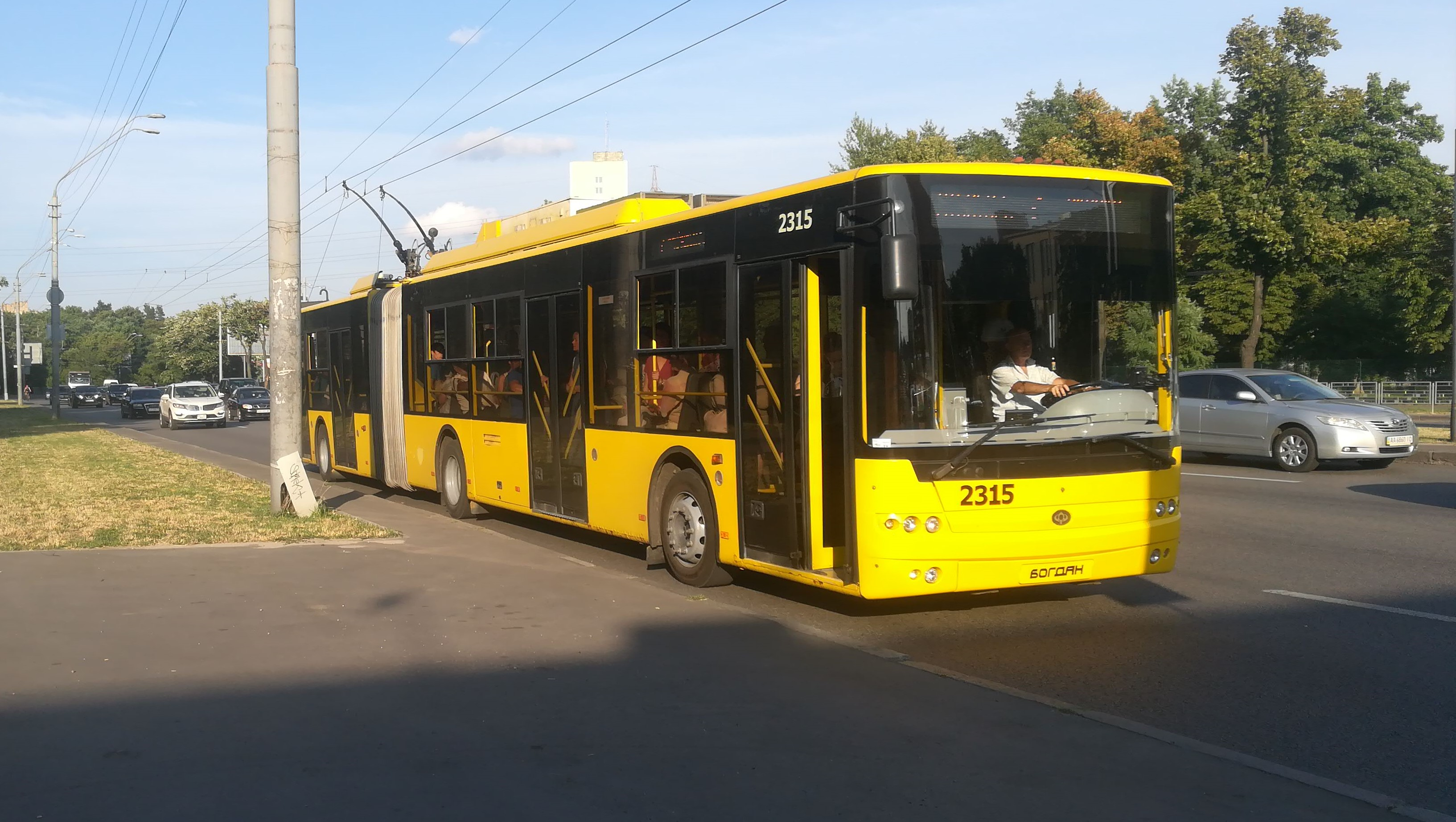
Богдан Т901.00

| Модель          | Годы выпуска   | Примечание                        |
| --------------- | -------------- | --------------------------------- |
| ЛуАЗ-967        | 1961—1978      |                                   |
| ЛуАЗ-967М       | 1978—1989      |                                   |
| Богдан Е701.00  | С 2017         | электробус                        |
| Богдан Т701.16  | С 2017         | троллейбус с автономным ходом     |
| Богдан А701.32  | С 2011         |                                   |
| Богдан А221     | с 2009         |                                   |
| Богдан А222     | с 2015         |                                   |
| Богдан А224     | с 2016         |                                   |
| Богдан А14532   | с 2015         |                                   |
| Богдан А14542   | с 2010         |                                   |
| Богдан А-601.10 | С 2008 по 2009 |                                   |
| Богдан Т601.11  | С 2008 по 2011 | троллейбус                        |
| Богдан Т701.17  | с 2011         | троллейбус                        |
| Богдан Т901     | с 2011         | сочленённый троллейбус (гармошка) |
| Богдан В22      | с 2025         | цельнометаллический фургон        |

## Омоним
- «Луаз» (ар.لوز) — по-арабски значит миндаль.